# Tournoi de tennis de Saragosse
Le tournoi de Saragosse est un ancien tournoi de tennis masculin professionnel du circuit ATP.
Il n'a eu lieu qu'à 2 reprises en 1993 et 1994 et se déroulait en intérieur sur surface synthétique.

## Palmarès

### Simple
| No | Date       | Nom et lieu du tournoi   | Catégorie    | Dotation  | Surface         | Vainqueur      | Finaliste      | Score         |  |
| -- | ---------- | ------------------------ | ------------ | --------- | --------------- | -------------- | -------------- | ------------- |  |
| 1  | 08-03-1993 | Zaragoza Open, Saragosse | World Series | 175 000 $ | Moquette (int.) | Karel Nováček  | Jonas Svensson | 3-6, 6-2, 6-1 |  |
| 2  | 07-03-1994 | Zaragoza Open, Saragosse | World Series | 200 000 $ | Moquette (int.) | Magnus Larsson | Lars Rehmann   | 6-4, 6-4      |  |

### Double
| No | Date       | Nom et lieu du tournoi   | Catégorie    | Dotation  | Surface         | Vainqueurs                | Finalistes                | Score         |  |
| -- | ---------- | ------------------------ | ------------ | --------- | --------------- | ------------------------- | ------------------------- | ------------- |  |
| 1  | 08-03-1993 | Zaragoza Open, Saragosse | World Series | 175 000 $ | Moquette (int.) | Martin Damm Karel Nováček | Mike Bauer David Rikl     | 2-6, 6-4, 7-5 |  |
| 2  | 07-03-1994 | Zaragoza Open, Saragosse | World Series | 200 000 $ | Moquette (int.) | Henrik Holm Anders Järryd | Martin Damm Karel Nováček | 7-5, 6-2      |  |